# Comté de Tyrol
Pour les articles homonymes, voir Tyrol (homonymie).
1140–1919
Entités précédentes :
- Duché de Bavière

Entités suivantes :
- République d'Autriche allemande
- Royaume d'Italie

Le comté de Tyrol (en allemand : Grafschaft Tirol ; en italien : contea del Tirolo) est un ancien État du Saint-Empire romain germanique jusqu'à 1806, puis de l'empire d'Autriche et de l'Autriche-Hongrie. Fondé au XIIe siècle, ce comté a existé pendant plus de 750 ans, jusqu'à sa division en 1919 par le traité de Saint-Germain-en-Laye. 
L'État tire son nom du château Tyrol près de Merano, le siège ancestral des comtes avant qu'Innsbruck ne devienne la nouvelle capitale en 1420. À partir de l'an 1363, le Tyrol fait partie des territoires héréditaires des Habsbourg.  

## Histoire

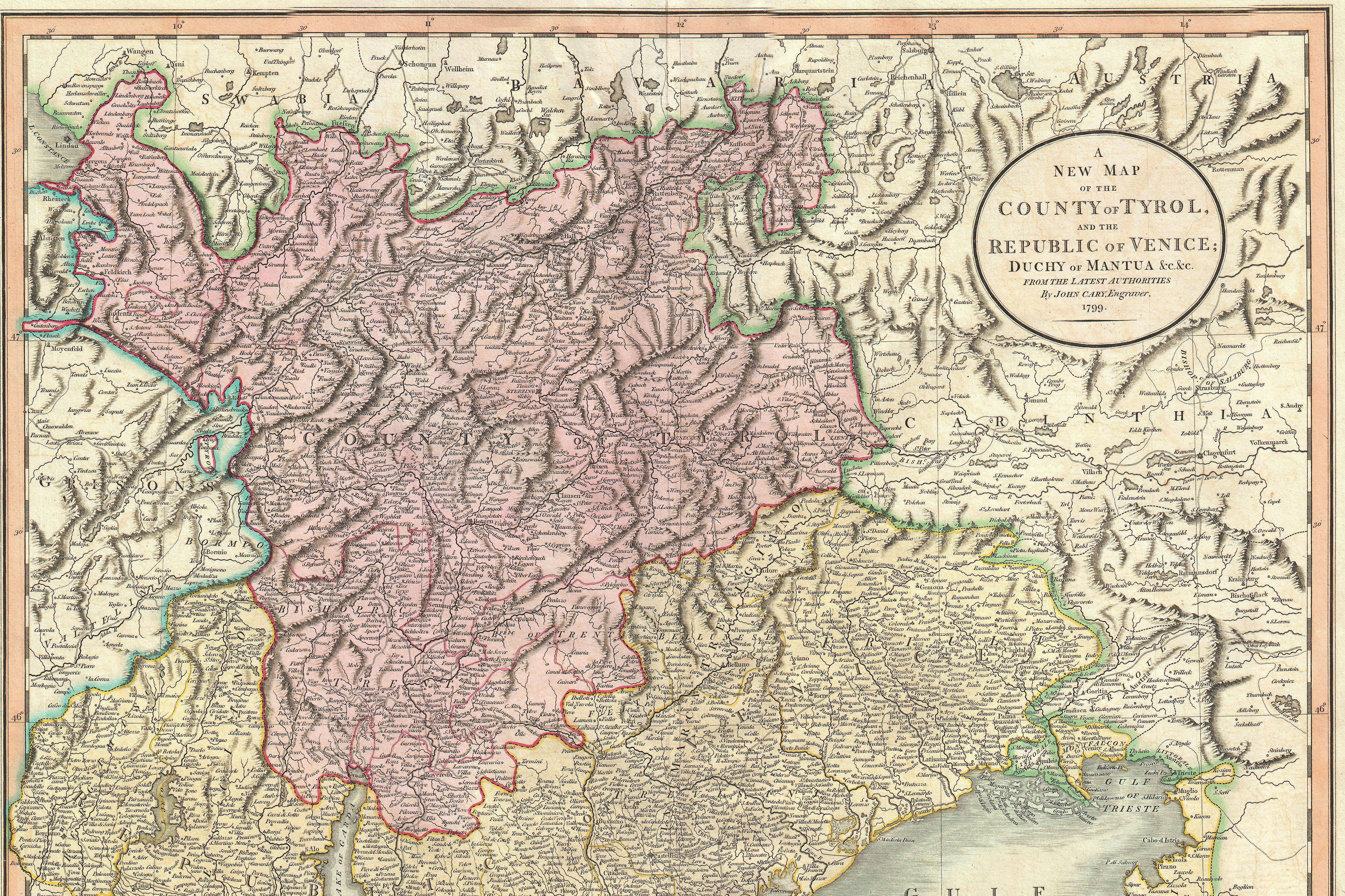
Le comté de Tyrol (en rose).

Le comté de Tyrol s'élabora lentement. Les terres comtoises firent d'abord partie du duché de Bavière au sein de la Francie orientale issue du démembrement de l'Empire carolingien en raison du traité de Verdun de 843. La frontière avec le royaume d'Italie, l'ancien royaume lombard, se trouvait au sud-ouest de Bozen (Bolzano). En 1027, l'empereur Conrad II le Salique a séparé le territoire du diocèse de Trente de l'Italie. Cela a suscité le raccordement de la partie inférieure de la vallée de l'Etsch (Adige) avec la Bavière.

### Création

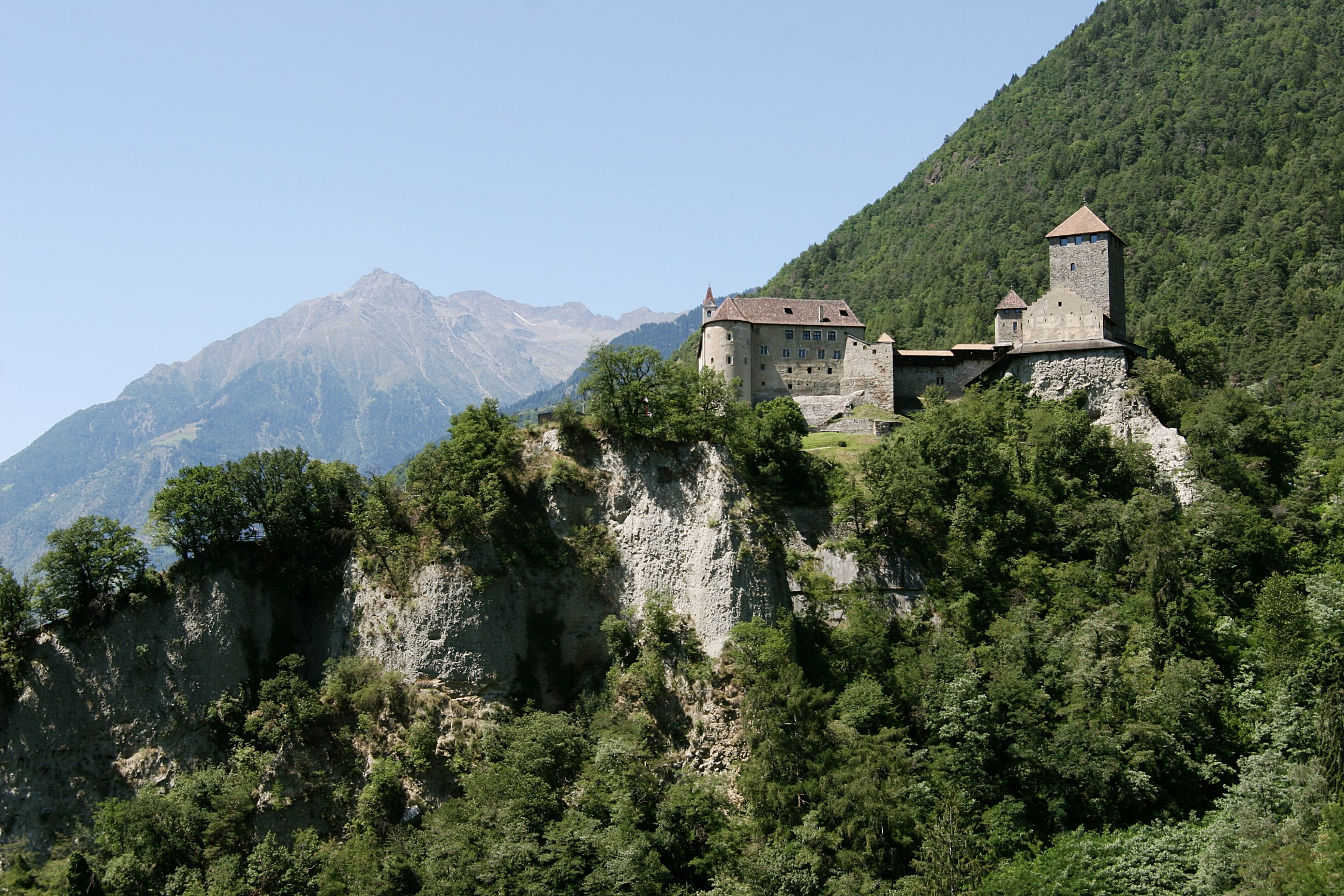
Le château de Tyrol près de Meran.

Vers la fin du XIe siècle, des écrits mentionnent un comte, Albert Ier (Adalbert), seigneur bavarois dans les Gaue montagneux sur les rives de l'Inn et le Wipptal, ainsi que la vallée de l'Isarco (Eisack) et du Gader tout au sud du duché. Sa famille venait à l'origine d'Eurasburg près du lac de Starnberg.
Après le déclenchement de la querelle des Investitures opposant le Saint-Empire et la papauté à Rome, en 1077, le comte Albert, un partenaire loyal du roi Henri IV, en commun avec l'évêque Altwin de Brixen (Bressanone) assume une position clé : les cols de Resia et du Brenner ont été significatifs en tant que deux traversées importantes des Alpes servant de chemin vers l'Italie au roi des Romains. Albert s'oppose ainsi à son seigneur féodal, le duc Welf de Bavière soutenant la position du pape Grégoire VII. Il a reçu également les droits de baillis dans le Vintschgau sur le cours supérieur de l'Etsch par Henri IV. 
Le château de Tyrol fut construit au début du XIIe siècle. Le comte Albert II († 1125), fils et successeur d'Albert Ier, s'est conjugué à Adélaïde de la famille des comtes d'Andechs. La position des comtes de Tyrol, déjà forte, se trouverait considérablement renforcée jusqu'à la immédiateté impériale du temps des luttes entre le duc bavarois Henri le Superbe et le nouveau roi Conrad III de Hohenstaufen vers l'an 1138. Après la chute du duc Henri le Lion en 1180, le Tyrol avait pris son indépendance. Les comtes ont réussi à s'imposer face aux prétentions au pouvoir réclamées par les princes-évêques de Trente et de Brixen, ainsi qu'aux revendications de leurs parents d'Andechs dans le cas de l'implication de cette famille dans l'assassinat du roi Philippe de Souabe en 1208.

### Gorizia-Tyrol
La lignée albertine des comtes de Tyrol s'éteint à la mort d'Albert IV le 22 juillet 1253. Étant donné qu'il ne laissera aucun descendant mâle, il a veillé à marier ses deux filles de son vivant : 
- Élisabeth († 1256), qui hérite la vallée de l'Inn et le Wipptal au col du Brenner, épouse successivement les comtes Othon II d'Andechs-Méranie († 1248) et Gebhard de Hirschberg († 1275), leur fils rendit les domaines aux comtes de Tyrol en 1284 ;
- Adelaïde († 1275) épousait Meinhard III († 1258), comte de Goritz. Ils ont eu deux fils qui règnent d'abord en indivision avant de se partager l'héritage tyrolien en 1271 : l'ainé Meinhard IV († 1295) hérite du Tyrol, pendant que le frère cadet Albert († 1304) conserve le comté paternel de Goritz autour des résidences à Gorizia et Lienz.

Meinhard IV était un fidèle partisan du roi Rodolphe Ier de Habsbourg en lutte avec Ottokar II de Bohême. Pour ses loyaux services, il a été élevé au rang de prince et reçut le duché de Carinthie en fief en 1286. Sa fille Élisabeth de Tyrol épouse Albert Ier de Habsbourg, fils aîné et successeur du roi Rodolphe Ier. Après la mort de Meinhard IV, ses fils Othon († 1310) et Henri de Goritz († 1335) héritent des domaines de leur père. Henri épouse Anne de Bohême († 1313), une héritière des Přemyslides et devient un court laps de temps roi de Bohême. 
La lignée mâle de la dynastie tyrolienne s'éteint à la mort d'Henri qui ne laisse qu'une fille unique : Marguerite († 1369), dit Maultasch. Elle a perdu le duché de Carinthie au profit du duc Albert II d'Autriche. Néanmoins, agissant adroitement dans le combat des dynasties Habsbourg, Wittelsbach et Luxembourg, elle a pu s'assurer l'héritage du Tyrol. Après la mort de son mari, le duc Louis V de Bavière en 1361, son fils, Meinhard III, devient comte du Tyrol, mais il meurt moins de deux ans plus tard sans héritier. Le Tyrol passe alors aux ducs d'Autriche, non pas par une conquête mais par un libre acte de la dernière comtesse du Tyrol et souveraine, Marguerite.

### Habsbourg

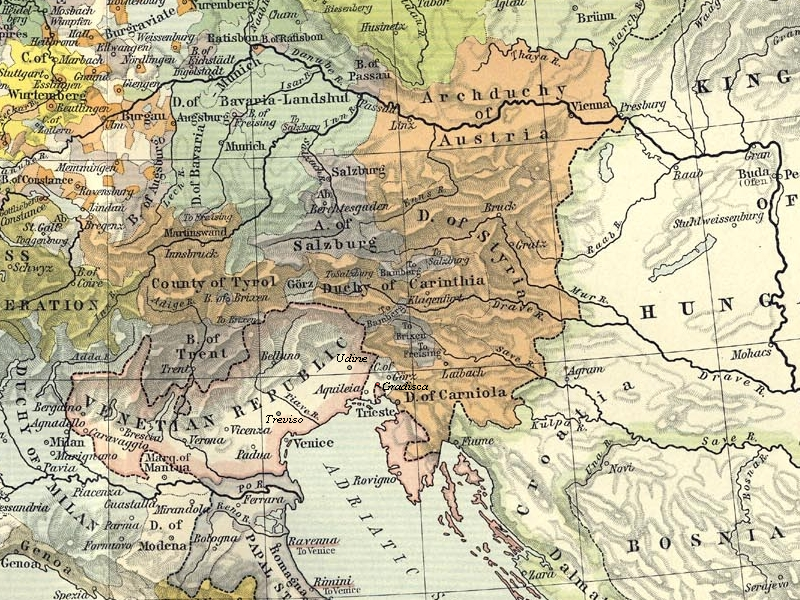
Le Tyrol dans les pays autrichiens des Habsbourg (en orange) au XVe siècle.

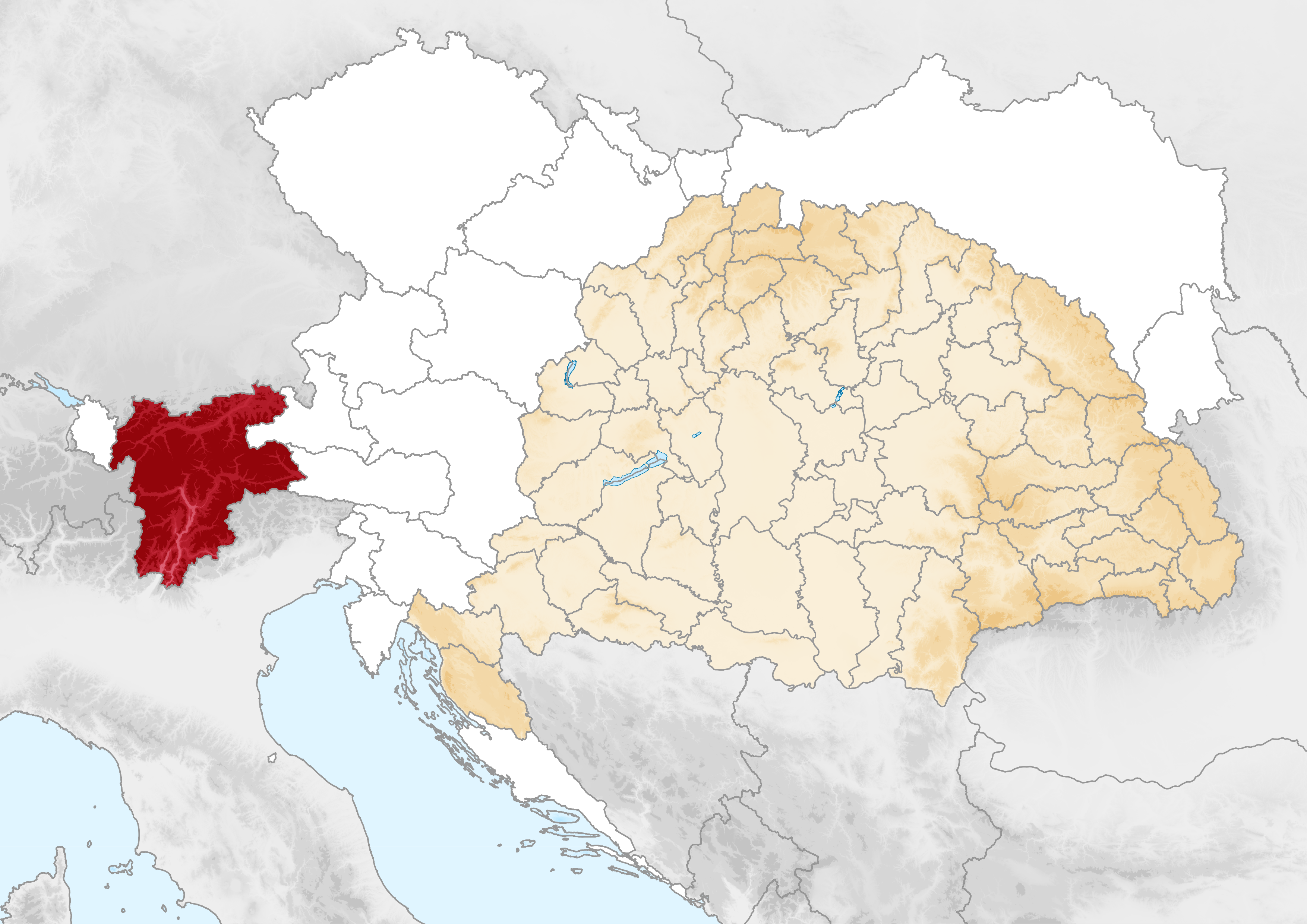
Le Tyrol dans les pays autrichiens de l'Autriche-Hongrie au XIXe siècle.

Au XVe siècle, le comté possède ses propres institutions, notamment un parlement où siégeaient sur un pied d'égalité bourgeois, paysans et nobles, le servage n'y existant pas. Les Habsbourg dispensent par la suite la région du service militaire. En 1809, les Tyroliens mettent Napoléon en échec, après qu'Andreas Hofer, un paysan, a soulevé la population ; il finit fusillé par les Français.

## Liste des comtes de Tyrol

### Première dynastie
- avant 1100 : Albert Ier
- 1100-1125 : Albert II
- 1101-1165 : Albert III
- 1165-1180 : Berthold
- 1180-1202 : Henri Ier
- 1202-1253 : Albert IV
- 1253-1275 : Adelaïde épouse Meinhard III de Goritz (mort en 1258)

### Dynastie de Goritz
- 1258/1271-1295 : Meinhard IV de Goritz/Meinhard II de Tyrol
- 1295-1310 : Otto III
- 1310-1335 : Henri de Goritz
- 1335-1363 : Marguerite Maultasche épouse
  - 1335-1341 : Jean-Henri de Moravie
  - 1342-1361 : Louis V de Bavière, dont
- 1361-1363 Meinhard III de Bavière

### Dynastie des Habsbourg
- 1363–1365 Rodolphe Ier de Tyrol,
- 1365–1386 Léopold Ier de Tyrol
- 1386–1395 Albert IV de Tyrol
- 1396–1406 Léopold II de Tyrol
- Première lignée de Tyrol
- 1406–1439 Frédéric IV d'Autriche à la Bourse vide
- 1439–1490 Sigismond le Riche (abdique).
- 1490–1519 Maximilien Ier, empereur à partir de 1493
- 1519–1521 Charles Ier (empereur à partir de 1520 sous le nom de Charles Quint)
- 1521–1564 Ferdinand Ier, frère du précédent, empereur à partir de 1558
- 1564–1595 Ferdinand II, fils du précédent
- 1595–1618 Maximilien II, Grand-Maitre de l'Ordre Teutonique, gouverneur  pour Rodolphe II de Tyrol, et en 1612 Matthias
- Lignée cadette de Tyrol
- 1619–1632 Léopold III, Gouverneur pour Ferdinand II du Saint-Empire, prince en 1626
- 1632–1646 Claude de Médicis, son épouse, régente
- 1646–1662 Ferdinand-Charles
- 1663–1665 Sigismond-François
- 1665 : intégration définitive au sein des pays héréditaires de la maison de Habsbourg.